# Trans-Europese Netwerken
Trans-Europese Netwerken (vaak TEN's genoemd) zijn netwerken op het gebied van vervoers-, telecommunicatie- en energie-infrastructuur die de hele Europese Unie beslaan, en waarvoor de EU subsidie geeft. In het EG-verdrag (titel XVI, artikelen 170-172 VwEU (oud artikel 154-156 EG-verdrag)), toegevoegd in 1992 met het Verdrag van Maastricht, hebben de lidstaten zich verplicht om bij te dragen aan de ontwikkeling van trans-Europese netwerken op het gebied van vervoers-, telecommunicatie- en energie-infrastructuur. De Europese Raad nam in december 1993 de voorstellen van de Europese Commissie over om de aanleg van drie soorten trans-Europese netwerken (TEN’s) in Europa waar mogelijk versneld uit te voeren. De drie TEN's zijn het Trans-Europese transportnetwerk (TEN-T), het Trans-Europese energienetwerk en de Digitale Agenda voor Europa (DAE).
De plannen, vervat in het witboek over groei, concurrentievermogen en werkgelegenheid in de EU, omvatten trans-Europese netwerken op het gebied van vervoer (auto(snel)-, spoor- en waterwegen en vliegvelden), telecommunicatie en gas en elektriciteit.

Kaart van het Europese netwerk van hogesnelheidsspoorlijnen in 2017

Van de TEN’s maken ook milieunetwerken deel uit. In opdracht van de Commissie zijn criteria vastgesteld voor ‘gezamenlijke milieuprojecten’ op het gebied van bescherming of verbetering van het milieu. Het kan bijvoorbeeld gaan om afvalbeheer (inzameling, verwerking en recycling) en waterbeheer (preventie van overstromingen, beheer van stroomgebieden, behandeling van afvalwater).

## Geschiedenis
Voor de periode 2000–2006 zijn de TEN’s op de EU-begroting geplaatst voor 4,6 miljard euro. Volgens de EU is verwezenlijking van de TEN’s belangrijk voor de werkgelegenheid, voor het verbeteren van de verbindingen en voor een doeltreffende werking van de interne markt. Het jaar 2020 werd gezien als het tijdstip waarop de TEN-projecten afgerond moeten zijn.
Op 14 december 2021 lanceerde de Commissie een actieplan om het grensoverschrijdend passagiersverkeer te stimuleren, de capaciteit van de hogesnelheidstreinen te vergroten, en via de Europese Investeringsbank investeringen in het spoor op te drijven. Concreet moeten treinreizigers tickets kunnen kopen via een nieuw centraal boekingssysteem.

## Per soort

### Trans-Europese transportnetwerk
Voor het Trans-Europese transportnetwerk (TEN-T) werden op 17 oktober 2013 negen kernnetwerkcorridors aangekondigd die deel zullen uitmaken van het Trans-Europese Transportnetwerk:
- De Baltisch-Adriatische Corridor
- De corridor tussen de Noordzee en de Oostzee, die een verbinding vormt tussen de havens aan de oostkust van de Oostzee met de havens aan de Noordzee. Rail Baltica behoort tot deze corridor, evenals weg-, spoor- en vaarverbindingen tussen de Baltische staten en Polen, Duitsland, Nederland en België
- De Mediterrane Corridor, die het Iberisch Schiereiland zal verbinden met de Hongaars-Oekraïense grens
- De corridor tussen Oost-/Centraal-Europa en de oostelijke Middellandse Zee
- De Scandinavisch-Mediterrane Corridor
- De Rijn-Alpencorridor, die een verbinding vormt tussen de Noordzeehavens in Rotterdam en Antwerpen met de Middellandse Zee in Genua. Dit betreft een multimodale corridor, waarin de Rijn de functie van binnenvaartroute vervult. Voorbeeld-infrastructuurprojecten van deze TEN-T-corridor zijn de Betuweroute, een goederenspoorlijn die tussen Rotterdam en Genua (Italië), en de Seine-Scheldeverbinding
- De Atlantische Corridor
- De Noordzee-Middellandse-Zeecorridor, die reikt van Ierland en het Verenigd Koninkrijk via de Benelux tot de Middellandse Zee in Zuid-Frankrijk. Onder meer de vaarwegen bij de Noordzeehavens, de Rijn en de Maas behoren hiertoe
- De Rijn-Donaucorridor

### Trans-Europese energienetwerk
De aanleg van het Trans-Europese energienetwerk (TEN-E) is vooral bedoeld om een soepeler uitwisseling van gas en elektriciteit tussen de lidstaten mogelijk te maken. In december 2001 presenteerde de Europese Commissie maatregelen om de congestie en knelpunten in de energie-infrastructuur tegen te gaan. De maatregelen zijn erop gericht om het gebruik van de bestaande infrastructuur voor gas en elektriciteit te optimaliseren en de aanleg van nieuwe infrastructuur te bevorderen. De interne markt en de continuïteit van de energievoorziening voor de Europese burgers hebben hier baat bij.

### Digitale Agenda voor Europa
De Digitale Agenda voor Europa (DAE) stond voorheen bekend als het ICT Policy Support Programme (ICT-PSP) en daarvoor als het Trans-Europese netwerk voor e-services (eTEN).